# Rewind (film 2013)
Rewind è un film per la televisione prodotto nel 2013, inteso come pilota per una serie, in seguito cancellata. È stato trasmesso negli Stati Uniti nel mese di agosto 2013.

## Trama
Un attacco terroristico che coinvolge un ordigno nucleare distrugge New York uccidendo 9 milioni di persone. L'autore, Benjamin Rourke, un Premio Nobel della fisica, era rimasto sconvolto dalla morte della moglie. Dopo aver scoperto che c'è un esperimento per un possibile viaggio nel tempo, il governo degli Stati Uniti invia degli agenti indietro nel tempo per evitare il disastro. L'unico modo per fare ciò era quello di impedire la morte della moglie dell'attentatore, trovando l'assassino e andando negli anni 30. La storia descrive il processo della squadra, quali agenti della CIA Sean Knox e Danny Gates e lo scienziato Lyndsay Bryce, che tornando indietro nel tempo trovano e impediscono all'assassino di uccidere la moglie dell'attentatore, arrivano a questa conclusione senza sconvolgere la linea temporale.